# 小行星4279
小行星4279（4279 De Gasparis）是一颗绕太阳运转的小行星，为主小行星带小行星。该小行星于1982年11月发现。

## 轨道参数
小行星4279的轨道半长轴为2.3643442 UA，离心率为0.207。